# Mario Mandžukić
Mario Mandžukić (født 21. maj 1986 i Odzak, Jugoslavien) er en tidligere kroatisk fodboldspiller, der spillede som angriber. Han sluttede karrieren i den italienske klub A.C. Milan.

Han kom til Milan i vinteren 2021 på en fri transfer, fra Al-Duhail, han kom dertil i vinteren 2019 fra Juventus F.C..
Han kom til Juventus F.C. i sommeren 2015 efter en sæson i Atlético Madrid. Tidligere har han optrådt for kroatiske klubber Marsonia, NK Zagreb, Dinamo Zagreb tyske VfL Wolfsburg, FC Bayern München, samt italienske Juventus F.C. og A.C. Milan.
Med Dinamo Zagreb vandt Mandžukić i både 2008 og 2009 det kroatiske mesterskab og landets pokalturnering. I 2009 blev han desuden den kroatiske ligas topscorer.

## Landshold
Mandžukić spillede 2007-2018 på Kroatiens landshold. Han debuterede 17. november 2007 i et opgør mod Makedonien og var blandt andet med til at vinde VM-sølv i 2018, hvor han blandt andet scorede sejrsmålet mod England i semifinalen.
14. august meddelte han, at han stoppede på landsholdet. Han spillede i alt 89 kampe og scorede 33 mål.